# Dolors Frau i Julià
Dolors Frau i Julià (Barcelona, 1 de setembre de 1882 - Barcelona, 11 de juliol de 1966) fou una mezzosoprano catalana.

## Biografia
Fou filla de Llorenç Frau i Abrines, de Palma, i de Marta Julià i Guerrero, de Maó. Estudià cant, solfeig i piano a l'Escola Municipal de Música de Barcelona amb Lluís Millet i Joaquim Canals. Dolors Frau va estudiar al Conservatori Municipal de Barcelona amb la professora Vàzquez. Va debutar el 1905 al Teatre del Bosc de Barcelona i poc després va començar la seva carrera internacional. Va estar viatjant per Europa i els Estats Units durant tres anys. El 1909 va tornar a Barcelona i va fer algun concert, però no romangué gaire temps a la capital catalana. El 1913 va debutar a la Scala de Milà amb un paper secundari d'Aida, compartint cartell amb Maria Gay. Els èxits de Dolors Frau a l'estranger arribaven a Catalunya a través de La Vanguardia, on es feia ressò de les funcions.
El debut al Liceu de Barcelona va ser al gener del 1916 amb La Dolores de Bretón, i el 1919 es va presentar al Teatro Real de Madrid amb La Gioconda. Quan es va retirar el 1934, Dolors Frau havia cantat dirigida per directors de la talla de Toscanini, Camille Saint-Saëns y Tomás Bretón entre d'altres. A partir de 1935 va treballar com a professora al Conservatori del Liceu, on practicava un mètode d'ensenyança basat en els mètodes de Parisotti, Vaccai, Panofka i Rubini. Una de les seves alumnes fou Victòria dels Àngels, que estudià tres anys amb ella, fins que sorgiren certes desavinences a causa del repertori. També tingué d'alumne a Carme Bustamante.
La veu de Dolors Frau era ampla i potent, perfecta pels papers dramàtics, tot i que també era capaç de cantar amb dolcesa. Segons una anècdota, Camille Saint-Saëns va parar un assaig de Samson et Dalila per exclamar-li a la soprano “Quina veu tan dolça que teniu!”. De la veu de Dolors Frau queden documents sonors, com ara algunes peces d'Aida, Carmen i Il Trovatore.